# Franziska Brauße
Franziska Brauße (Metzingen, 20 de novembro de 1998) é uma ciclista alemã que compete nas modalidades de pista e rota.
Ganhou duas medalhas no Campeonato Mundial de Ciclismo em Pista de 2020 e duas medalhas no Campeonato Europeu de Ciclismo em Pista de 2019.
Ao lado de Lisa Brennauer, Mieke Kröger e Lisa Klein, conquistou o ouro na perseguição por equipes em Tóquio 2020, estabelecendo o recorde mundial de quatro minutos, quatro segundos e 242 milésimos.

## Medalhas em competições internacionais
| Campeonato Mundial | Campeonato Mundial        | Campeonato Mundial | Campeonato Mundial      |
| Ano                | Lugar                     | Medalha            | Competição              |
| ------------------ | ------------------------- | ------------------ | ----------------------- |
| 2020               | Berlim (Alemanha)         | Medalha de bronze  | Perseguição por equipas |
| 2020               | Berlim (Alemanha)         | Medalha de bronze  | Perseguição individual  |
| Campeonato Europeu |                           |                    |                         |
| Ano                | Lugar                     | Medalha            | Competição              |
| 2019               | Apeldoorn (Países Baixos) | Medalha de ouro    | Perseguição individual  |
| 2019               | Apeldoorn (Países Baixos) | Medalha de prata   | Perseguição por equipas |

## Equipas
- WNT (07.2019-)
  - WNT-Rotor Pro Cycling (07.2019-12.2019)
  - Ceratizit-WNT Pro Cycling (2020)